# Ecuación de la eikonal
La ecuación de la eikonal (del alemán eikonal, a su vez del griego εἰκών, imagen) es una ecuación en derivadas parciales con no linealidad encontrada en propagación de ondas, cuando la ecuación de onda es aproximada usando la teoría WKB. Esto es derivable desde las ecuaciones de Maxwell de electromagnetismo, y proveen un enlace entre óptica física (onda) y óptica geométrica (rayos).
La ecuación de la eikonal es de la forma:
{\displaystyle \vert \nabla u\vert =F(x),x\in \Omega }
Tendiendo a {\displaystyle u\vert _{\partial \Omega }=0}, donde {\displaystyle \Omega } es un conjunto abierto dentro de {\displaystyle \mathbb {R} ^{n}} con "Buen-comportamiento" en los límites, {\displaystyle F(x)} es una función con valores positivos, {\displaystyle \nabla } denota el gradiente y |·| es la norma Euclídea. Típicamente, la función que se encuentra en el lado derecho de la ecuación, {\displaystyle F(x)}, es conocida y se encuentra bien definida. Físicamente, {\displaystyle u(x)} es el tiempo más corto necesario para viajar desde el límite (topológico) {\displaystyle \partial \Omega } a {\displaystyle x} dentro de {\displaystyle \Omega ,} siendo {\displaystyle F(x)} el coste en términos de tiempo (y no de velocidad) en {\displaystyle x}.
Un algoritmo de cálculo rápido para aproximar la solución de la ecuación es la eikonal el método de marcha rápida. En el especial caso cuando {\displaystyle F=1}, la solución da la distancia señalada desde {\displaystyle \partial \Omega }.

## Interpretación física
El significado físico de la ecuación de la eikonal está relacionada con la fórmula:
{\displaystyle E=-\nabla \Omega }
Donde {\displaystyle E} es la intensidad del campo eléctrico y {\displaystyle \Omega } es el potencial eléctrico. Hay una ecuación de velocidad potencial de flujo de fluidos y la temperatura en la transferencia de calor. El significado físico de esta ecuación en el ejemplo electromagnético es que cualquier carga que se encuentre en la región se mueve en un ángulo recto respecto las líneas equipotenciales y viaja a lo largo de las líneas de fuerza del campo E y en el sentido dado por su carga. Las variables correspondientes se producen en el flujo de fluidos y la termodinámica. La óptica geométrica y la electromagnética están relacionadas por el hecho de que la ecuación de la eikonal da una segunda fórmula electromagnética de la misma forma que la ecuación anterior, donde el potencial de la línea de potencial constante, se ha sustituido por una línea constante de fase y la fuerza de las líneas han sido sustituidos por normales de los vectores que salen de la línea de fase constante en ángulo recto. La magnitud de estos vectores normal viene dada por la raíz cuadrada de la permitividad relativa.La línea constante de fase puede ser considerado como el borde de uno de la promoción de las ondas de luz. Los vectores son normales los rayos de la luz viaja en óptica de rayos. Esta explicación está en el sistema de RMKS unidades utilizadas por los ingenieros eléctricos.

## Descripción matemática
Una ecuación de la eikonal es de la forma
{\displaystyle H(x,\nabla u(x))=0}
{\displaystyle u(0,x')=u_{0}(x')}, {\displaystyle {\mbox{ para }}x=(x_{1},x')}
El plano {\displaystyle x=(0,x')} puede ser considerado una condición inicial, si pensamos que {\displaystyle x_{1}}  es {\displaystyle t.} También podemos resolver la ecuación en un subconjunto de este plano, o sobre una superficie curva, con evidentes modificaciones.
Esto se muestra en la óptica geométrica, por ejemplo, cuando la ecuación es{\displaystyle c(x)^{2}|\nabla _{x}u(x,t)|^{2}=|\partial _{t}u(x,t)|^{2}}. Esta es una ecuación que describe la fase de los frentes de onda. El afortunado asunto es que, en hipótesis razonables sobre el dato "inicial", la eikonal ecuación admite una solución local. Por desgracia, una solución global (por ejemplo, una solución para todos los tiempos en el caso de la óptica geométrica) no es posible. La razón es que pueden desarrollar cáusticas. En el caso de la óptica geométrica, esto significa el cruce de frentes de onda.
Podemos resolver la ecuación de la eikonal mediante el método de las características. Nota, sin embargo, que uno debe hacer la hipótesis "no-característica"{\displaystyle \partial _{x_{0}}H(x,\nabla u(x))\neq 0} \parar {\displaystyle x=(0,x').} También tenemos que asumir claramente {\displaystyle H(x,\nabla u(x))=0}, para {\displaystyle x=(0,x').}
Primero, resuelve el problema {\displaystyle H(x,\xi (x))=0}, {\displaystyle \xi (x)=\nabla u(x),x\in H}. Este está hecho por definición de curvas (y valores de {\displaystyle \xi } sobre esas curvas) como
{\displaystyle {\dot {x}}(s)=\nabla _{\xi }H(x(s),\xi (s)),\;\;\;\;{\dot {\xi }}(s)=-\nabla _{x}H(x(s),\xi (s)).}
{\displaystyle x(0)=x_{0},\;\;\;\;\xi (x(0))=\nabla u(x(0)).} Nota incluso que nosotros tenemos una solución {\displaystyle u}, conocemos {\displaystyle \nabla u(x)} para {\displaystyle x=(0,x')} debido a nuestra ecuación para {\displaystyle H}.
Estas ecuaciones tienen una solución para algún intervalo de {\displaystyle 0\leq s<s_{1}} sigue desde teoremas estándares de EDO (Usando la hipótesis no-característica). Estas curvas llenan un conjunto abierto alrededor del plano{\displaystyle x=(0,x')}. Así pues las curvas definen l valor de {\displaystyle \xi } Dentro de un conjunto abierto alrededor de nuestro plano inicial. Una vez definido como tal es fácil para ver usando la regla de cadena que {\displaystyle \partial _{s}H(x(s),\xi (s))=0}, y por tanto {\displaystyle H=0} a lo largo de estas curvas.
Deseamos que nuestra solución {\displaystyle u} satisfaga {\displaystyle \nabla u=\xi }, o más específicamente, para cada {\displaystyle s}, {\displaystyle (\nabla u)(x(s))=\xi (x(s)).} Asumiendo por un minuto que esto es posible, para cualquier solución {\displaystyle u(x)} debemos tener
{\displaystyle {\frac {d}{ds}}u(x(s))=\nabla u(x(s))\cdot {\dot {x}}(s)=\xi \cdot {\frac {\partial H}{\partial \xi }}},
y por tanto
{\displaystyle u(x(t))=u(x(0))+\int _{0}^{t}\xi (x(s))\cdot {\dot {x}}(s)\,ds.}
En otras palabras, la solución {\displaystyle u} se dará en un vecindario del plano inicial por una ecuación explícita. Sin embargo, desde los diferentes caminos {\displaystyle x(t)}, Iniciando desde diferentes puntos iniciales cruzados la solución puede llegar a ser multi-valente,al punto que hemos desarrollado cáusticas. 
También tenemos (incluso antes de que muestre que {\displaystyle u} es una solución)
{\displaystyle \xi (x(t))=\xi (x(0))-\int _{0}^{s}\nabla _{x}H(x(s),\xi (x(s))).}
Queda por demostrar que {\displaystyle \xi }, que hemos definido en un barrio de nuestro primer plano, es el gradiente de alguna función {\displaystyle u}. Esta seguirá si demostramos que el vector campo {\displaystyle \xi } es Rotacional Libre. Considere el primer terminó en la definición de {\displaystyle \xi }. Este término, {\displaystyle \xi (x(0))=\nabla u(x(0))} es Rotacional libre como es el gradiente de una función. En cuanto a los otros plazo, tomamos nota
{\displaystyle {\frac {\partial ^{2}}{\partial x_{k}\partial x_{j}}}H={\frac {\partial ^{2}}{\partial x_{j}\partial x_{k}}}H}.
El resultado sigue